# 労働の地理学
労働の地理学（ろうどうのちりがく、英語: Labor geography）は、1990年代以降盛んとなった研究の潮流であり、経済地理学における一分野である。アメリカのアンドリュー・ヘロッドによって生み出された概念である。労働組合や地域労働市場に関する研究に端を発し、労働市場や雇用に関する事象・政策、労働のアイデンティティに関する問題などを研究テーマとして扱う。

## 概要
経済地理学においては、以前から労働力の分布や地理的流動性を研究課題として扱ってきたが、企業の意思決定や資本の動きに終始しており、労働者については労働力として捉えられ、空間分布は分析されても空間を編成する主体としては分析されてこなかった。1997年にアメリカのアンドリュー・ヘロッドが論文“From a geography of labor to a labor geography”(労働力の地理学から労働の地理学へ)を発表し、これまでの立地論やマルクス主義地理学が労働者を受動的存在としてみなしてきたと批判し、労働者が主体性を持って地理的な現象を発露させているという視点に立つ「労働の地理学」によって労働者の視点からの経済地理学を作り上げることを試みた。
労働の地理学では、労働市場を価格メカニズムのみに支配されるものではなく、生産・再生産・社会的調整の相互作用の現れだとし、地域的多様性を持った存在だと捉えている。その多様性から地域労働市場をはじめとしたさまざまな空間スケールが生じるため、空間スケールが生じるメカニズム、上位・下位のスケールとの連関を研究課題としている。
労働の地理学の嚆矢となる研究は1980年代にアメリカやイギリスで既に始まっており、閉鎖や移転が相次いでいる工業地域とその周辺に関して構造的な把握を目指していた。1990年代になると労働に関する経済地理学の著作が相次いで発表され、2004年にはノエル・カストリーによってテキストが編纂された。労働の地理学は経済地理学界には好意的に受け止められ、研究が多数蓄積された。2000年代以降は労働者が「移動」という主体性を持っているという観点から、移民の研究や途上国を舞台にした研究がなされるようになった。

## 研究テーマ
労働組合や労働運動に関する研究のほか、地域労働市場、移民、途上国などの研究がある。
- 労働組合の対立による職域の再編成をめぐるミクロな視点での研究
- 欧州労使協議会（英語版）の制度化によって労働者の国際連帯の可能性が開かれたというトランスナショナルな視点での研究
- 個別の職場や個別の労使関係を国の政策というナショナルな視点、多国籍企業や移民の動向というグローバルな視点から分析する研究

## 著名な研究者
- ジェイミー・ペック
- アンドリュー・ヘロッド
- ノエル・カストリー（英語版）